# 콘비아사 항공의 운항 노선
2021년 5월을 기준으로, 콘비아사 항공은 다음의 노선을 취항하고 있다.

## 운항 노선

### 아시아

#### 서남아시아
- 시리아
  - 다마스쿠스 - 다마스쿠스 국제공항[1]
- 이란
  - 테헤란 - 테헤란 이맘 호메이니 국제공항

### 유럽

#### 동유럽
- 러시아
  - 모스크바 - 브누코보 국제공항[2]

### 아메리카

#### 북아메리카
- 니카라과
  - 마나과 - 아구스토 C. 샌디노 국제공항
- 멕시코
  - 캉쿤 - 캉쿤 국제공항[3]
  - 톨루카 - 톨루카 국제공항[3]
- 파나마
  - 파나마 시티 - 토구멘 국제공항

#### 남아메리카
- 베네수엘라
  - 카라카스 - 시몬 볼리바르 국제공항 허브
  - 그란 로퀘 - 로스 로퀘즈 공항
  - 라스 피에드라스 - 호세파 카메조 국제공항
  - 라 프리아 - 프란시스코 가르시아 헤비아 공항
  - 마라카이보 - 라 치니타 국제공항
  - 마투린 - 호세 타데오 모나가스 국제공항
  - 바르셀로나 - 호세 안토니오 안소아테기 국제공항
  - 바르키시메토 - 하신토 라라 국제공항
  - 발렌시아 - 아르투로 미체레나 국제공항
  - 산 토메 - 돈 에드문도 바리오스 공항
  - 바리나스 - 루시아 카세레스 아리스멘디 국제공항
  - 산토도밍고 - 마요르 베나벤투라 비바스 공항
  - 산페르난도 데아푸레 - 라스 플레체라스 공항
  - 시우다드 과야나 - 마누엘 카를로스 피아르 과야나 공항
  - 엘 비기아 - 주안 파블로 페레즈 알폰조 공항
  - 쿠마나 - 안토니오 호세 데 수크레 공항
  - 투쿠피타 - 산라파엘 공항
  - 폴라마르 - 산티아고 마리노 캐리비언 국제공항 허브
  - 푸에르토 아야쿠초 - 카치퀘 아라마레 공항
- 볼리비아
  - 산타크루즈데라시에라 - 비루비루 국제공항
- 브라질
  - 마나우스 - 에두아르도 고메스 국제공항
- 아르헨티나
  - 부에노스아이레스 - 미니스토로 피스타리니 국제공항
- 에콰도르
  - 키토 - 마리스칼 수크레 국제공항
  - 과야킬 - 호세 호아킨 데 올메도 국제공항

#### 카리브해
- 도미니카 공화국
  - 산토도밍고 - 라스 아메리카 국제공항
- 아루바
  - 오라녜스타트 - 퀸 베아트릭스 국제공항
- 쿠바
  - 아바나 - 호세 마르티 국제공항